# Jan Boretti
Giovanni (Jan) Boretti (ur. 1753 w Inzago w Lombardii, zm. 2 maja 1833 w Wilnie) – włoski budowniczy i architekt działający w Polsce.

## Życiorys
Przybył do Warszawy w 1784 roku, wcześniej o trzy lata od brata swojego Giuseppe (Józefa) Boretti. Jako mularz wsławił się stawianiem w roku 1786 pierwszych konduktorów, czyli przewodników elektrycznych w Warszawie na Zamku Królewskim, pod kierunkiem ks. Bystrzyckiego, astronoma królewskiego. Bracia Józef i Jan pojawiają się w Wilnie już 1791, kiedy to od maja do września wyreperowali facjatę i pobielili cały kościół franciszkański NP Marii "na Piaskach", za co wypłacono im 1860 zł Polskich.
Jan pozostał w Wilnie, w latach 90. XVIII w. oraz później brał udział m.in.:
- w dokończeniu przebudowy neoklasycznego ratusza (1798)
- przy rozbudowie kościoła św. Patryka
- renowacji i przebudowie kościoła św. Piotra i Pawła (1803–1805) (co potwierdza umieszczona we wnętrzu kościelnym tablica pamiątkowa), tutaj współpracował z Nicolao Piano - przy odnawianiu stiuków (1801–1803).

Od 1807 roku "murmajster Jan Boretti" stale pracuje dla Uniwersytetu Wileńskiego jako przedsiębiorca budowlany. W tym też roku buduje duży kanał odprowadzający. 
W następnym roku buduje figarnię w ogrodzie botanicznym, remontuje dom pokadecki, tymczasowy zakład anatomiczny oraz gmach gimnazjalny.
W 1810 ogradza ogród botaniczny murowanym parkanem, remontuje schody na wieżę kościelną św. Jana i osadza dzwony. 
W 1811 kontynuuje murowanie parkanu wokół ogrodu botanicznego, remontuje kopułę na kaplicy św. Kazimierza przy katedrze. 
W 1812 buduje "reytszulę" przy zakładzie anatomii. 
W 1830 przerabia kaplicę w kościele św. Jana od ulicy Świętojańskiej. 